# 貝尼毛舍區

36°28′41″N 4°38′18″E / 36.478051°N 4.638441°E
貝尼毛舍區（阿拉伯语：‎），是阿爾及利亞的行政區，位於該國北部，由貝賈亞省負責管轄，首府設於貝尼毛舍，面積95平方公里，2008年人口13,412，人口密度每平方公里141人。